# Boulevard (film, 2014)
Pour les articles homonymes, voir Boulevard (homonymie).
Pour plus de détails, voir Fiche technique et Distribution.
Boulevard est un film américain réalisé par Dito Montiel, sorti en 2014. Il s'agit du dernier long-métrage dans lequel l'acteur américain Robin Williams jouera.

## Synopsis
Bien qu'il vive dans un mariage de convenance, Nolan Mack reste pourtant un mari dévoué. Il évolue dans une vie monotone, rythmée par un travail dans la même banque depuis presque 26 ans.
Cependant, ses secrets les plus cachés vont ressurgir lorsqu'il va croiser la route d'un certain Leo. Il va alors commencer à changer tout son mode de vie jusqu'alors parfaitement rythmé, en ratant des rendez-vous, en faisant des insomnies.
Il va même rater un repas au restaurant pour sa promotion, intimant à sa femme de s'y rendre, et allant lui-même retrouver Leo à l'hôpital. Il ne trouvera qu'un lit vide.
En rentrant chez lui, il trouve sa femme particulièrement contrariée. La vérité éclate au grand jour, Nolan avoue la vérité devant sa femme effondrée.
C'est le début d'une nouvelle vie pour le couple désormais séparé

## Fiche technique
Sauf indication contraire, les informations mentionnées dans cette section peuvent être confirmées par la base de données cinématographiques IMDb,  présente dans la section « Liens externes ».
- Titre original : Boulevard
- Réalisation : Dito Montiel
- Scénario : Douglas Soesbe
- Direction artistique : Angela Messina
- Décors : Brit Doyle
- Costumes : Carlos Rosario
- Photographie : Chung Chung-hoon
- Montage : Jake Pushinsky
- Musique : Jimmy Haun et David Wittman
- Production : Monica Aguirre Diez Barroso, Ryan Belenzon, Mia Chang et Jeffrey Gelber

Producteurs délégués : Mark Moran et Todd Williams
- Sociétés de production : Camellia Entertainment et Evil Media Empire
- Société(s) de distribution : Starz Digital Media (États-Unis)
- Pays d'origine : États-Unis
- Langue originale : anglais
- Format : couleur
- Genre : Film dramatique
- Durée : 88 minutes
- Dates de sortie[1] : 
  -  États-Unis : 20 avril 2014 (Festival du film de Tribeca)
  -  États-Unis : 17 juillet 2015
  -  France : 23 mars 2016

## Distribution
- Robin Williams : Nolan Mack
- Bob Odenkirk : Winston
- Kathy Baker : Joy
- Giles Matthey : Eddie
- Eleonore Hendricks : Patty
- Roberto Aguire : Leo
- J. Karen Thomas : Cat